# غمد سباتي
الغمد السباتي (بالإنجليزية: Carotid sheath)‏ هو مصطلح تشريحي للنسيج الضام الليفي الذي يحيط مقصورة الأوعية الدموية في الرقبة ويربط الشرايين السباتية؛ العام والباطني، والوريد الوداجي الباطن والعصب المبهم. هو جزء من اللفافة العنقية العميقة للرقبة، وتوجد تحت اللفافة العنقية السطحية أو الأنسجة الدهنية تحت الجلد مباشرة.

## الهيكل
يقع الغمد السباتي على الحدود الجانبية في المكان الذي خلف البلعوم على مستوى البلعوم الفموي على كل جانبي الرقبة في عمق العضلة القصية الترقوية الخشائية، وتمتد من قاعدة الجمجمة إلى الضلع الأول والعظم .

## وصلات خارجية
- grossanatomy/dissector/labs/h_n/pharynx/ph2_1a.html في موقع (MedEd) التابع لجامعة لويولا.
- درسٌ تشريحي حول lesson8 مُعدٌ بواسطة ويسلي نورمان (جامعة جورجتاون). (latpharyngealitmes)
- Medicalاستذكارs.com: 669
- Cross section at tufts.edu